# La Fureur d'Hercule
Pour les articles homonymes, voir Ursus (homonymie).
Pour plus de détails, voir Fiche technique et Distribution.
La Fureur d'Hercule (titre original : Ursus) est un film italo-espagnol réalisé par Carlo Campogalliani, sorti en 1961. Dans la version originale italienne, le héros du film est Ursus, mais son nom est changé en Hercule dans la version française.

## Synopsis
Le colosse Ursus, de retour chez lui après avoir livré bataille, découvre que sa fiancée Attea a été déportée sur une île lointaine par des prêtres païens. Il part à sa recherche avec Doreide, une esclave aveugle qui devine qu'Attea a été enlevée par Setas, un ancien ami d'Ursus. Ce dernier se met en travers de leur chemin et capture Ursus qui arrive à briser ses liens et réussit à s'enfuir avec Doreide. Ils rencontrent la belle courtisane Magali qui se propose de les aider à traverser une zone désertique. Magali essaie de séduire Ursus et, ulcérée par son refus, tente de le piéger avec la complicité de Setas, mais elle meurt dans leur affrontement dont Ursus et Doreide sortent victorieux. Le couple arrive enfin dans l'île et découvre qu'Attea, soumise à l'emprise maléfique de Setas, est devenue la malfaisante prêtresse de l'île. Ursus essaie sans succès de la soustraire au pouvoir occulte de Setas et se retrouve dans une arène pour combattre un monstrueux taureau qu'il finit par tuer. Ursus dresse alors une révolte au cours de laquelle Attea et Setas trouvent la mort tandis que Doreide recouvre la vue à la suite d'une violente commotion. Elle s'embarque avec Ursus sur le chemin du retour. 

## Fiche technique
- Titre français : La Fureur d'Hercule
- Titre original : Ursus
- Réalisation : Carlo Campogalliani, assisté de Romolo Guerrieri
- Scénario : Giuseppe Mangione, Giuliano Carnimeo et Sergio Sollima
- Musique : Roman Vlad
- Photographie : Eloy Mella
- Langue de tournage : italien
- Tournage extérieur : Algete (Espagne)
- Pays de production :  Espagne,  Italie
- Production : Italo Zingarelli
- Sociétés de production : Acine (Espagne), Atenea Films (Espagne), Cine-Italia Film (Italie)
- Sociétés de distribution : Les Films Marbeuf (France), Chamartín (Espagne), United Artists (États-Unis)
- Format : couleur (Eastmancolor) — 35 mm — 2,35:1 (Totalscope) — mono
- Genres : péplum, film d'action, film d'aventure
- Durée : 94 minutes
- Dates de sortie : 
  - Italie  : 1er février 1961
  - Espagne : 2 avril 1961
  - France mai 1961
- (fr) Mention CNC : tous publics (visa d'exploitation no 24409 délivré le 27 avril 1961)

## Distribution
- Ed Fury (V.F : Jean-Claude Michel) : Ursus
- Cristina Gaioni (V.F : Michele Bardollet) : Magali
- Moira Orfei  (VF : Nelly Delmas) : Attea
- Mario Scaccia (V.F : Roger Treville) : Kymos le marchand
- Mary Marlon (V.F : Joelle Janin) : Doreide
- Luis Prendes (V.F : Georges Aminel) : Setas
- Rafael Luis Calvo (V.F : Serge Nadaud) : le grand prêtre Mok
- Mariangela Giordano : Myriam
- Nino Fuscagni (V.F : Claude Mercutio) : le caravanier
- Antonio Gil (V.F : Michel Gatineau) : Adelfo, chef des gardes
- Roberto Camardiel (V.F : Jacques Dynam) : Cleonte l'aubergiste
- Gino Scotti  (VF : Pierre Michaud) : le pere de Myriam
- Angela Pla : une servante d'Attea
- Bruno Arie : un homme de Setas
- Rufino Ingles : un prêtre
- Manuel Arbo : un prêtre
- Angel Menendez  (VF : Pierre Gay) : Nisam pretre de Zas
- Cris Huerta : le lutteur du marché
- Manuel Gil : un homme de Setas